# Abdera hoffeinsorum
Abdera hoffeinsorum là một loài bọ cánh cứng đã tuyệt chủng thuộc chi Abdera. Loài này được tìm thấy trong hổ phách Baltic vào năm 2014.